# Антоніо Берталі
Антоніо Берталі (італ. Antonio Bertali; березень 1605, Верона, республіка Венеція — 17 квітня 1669, Відень, ерцгерцогство Австрія) — італійський композитор і скрипаль, працював переважно у Відні. 

## Біографія
Антоніо Берталі народився в березні 1605 року у Вероні, в республіці Венеція. Початкову музичну освіту здобув у Стефано Бернарді. Незабаром слава про нього, як про віртуозного виконавця музичних творів на скрипці, поширилася за межами рідного міста. 
У 1623 році переїхав до Відня. З 1624 року служив придворним музикантом при дворі імператора Фердинанда II. 1 квітня 1637 року отримав місце скрипаля в придворній капелі у Відні, а в 1641 році був призначений віце-капельмейстером імператорської капели. 1 жовтня 1649 року отримав місце капельмейстера, змінивши на цій посаді Джованні Валентіні. Йому було призначено платню 1 200 флоринів. 
Більшість творів Антоніо Берталі написав на замовлення імператорів та представників імператорської сім'ї. Серед них кантата «Царська дружина» (італ. Donna real), прем'єра якої відбулася у Відні, в придворному театрі 21 січня 1631 року в день одруження Фердинанда II й інфанти Марії Анни Іспанської, «Регенсбурзький меса» (лат. Missa Ratisbonensis) вперше прозвучала в Реґенсбурзі в 1636 році, «Реквієм Фердинанду II» (італ. Requiem pro Ferdinando II), опера («драматична історія», італ. favola dramatica), «Фетіда» (італ. Theti), поставлена на сцені Театро Дукале в Мантуї, під час карнавалу 1652 року з нагоди візиту ерцґерцоґа Фердинанда Карла Австрійського. У 1653 році імператор Фердинанд III, вирушив на імперський сейм у Реґенсбург зі свитою з 60 музикантів, замовивши Антоніо Берталі нову оперу. Прем'єра відбулася 20 лютого того ж року в Реґенсбурзі. Опера називалася «Обман любові» (італ. L'inganno d'amore). Найвідомішим твором Антоніо Берталі є «Чакона» (італ. Ciaconna). При дворі Габсбургів композитор користувався особливою підтримкою, що дозволило йому домінувати на сценах оперних театрів Відня аж до своєї смерти. 
Антоніо Берталі помер 17 квітня 1669 року у Відні. 

## Творча спадщина
Творча спадщина композитора складається з 9 опер, кількох ораторій, кантати, численних камерних та духовних творів. Всього близько 600 творів. Його опери відрізняються від усталених в той час традицій італійської опери-серіа у Відні. 
Близько половини його творів втрачено. Збереглися копії творів Антоніо Берталі, зроблені його сучасником, Павлом Йозефом Вейвановським, кілька десятків автографів автора зберігаються в Гофбібліотеці у Відні, бібліотеці Кремсмюнстерського абатства та архіві Кромєржижі. Найважливішим джерелом творів Антоніо Берталі є каталог у Відні (італ. Distinta Specificatione), в якому перераховані кілька придворних композиторів Габсбургів. У ньому вказано більш як 200 творів композитора. 